# Bob Stoloff
Bob Stoloff (Nueva York, 20 de agosto de 1952) es un músico estadounidense de jazz (vocal, percusionista, compositor) y docente.

## Biografía
Su madre de origen latino y su padre de origen ruso. Creció en Port Washington (Nueva York). Ya de adolescente tocaba numerosos instrumentos. Estudió y se graduó en High School of Music & Art de Nueva York entre 1967 1969. Posteriormente trabajó de músico.
Entre 1974-1976 estudió percusión en la Berklee College of Music. En esta época también empezó a cantar. Durante los siguientes años trabajó como músico de estudio y tocó la batería en numerosos álbumes.
En 1983 comenzó a trabajar en el Berklee College, donde impartiría clase de scat. En el 1984, formó parte del tour por Europa de Vocal Summit junto con Urszula Dudziak, Jay Clayton, Jeanne Lee y, en ocasiones, con Bobby McFerrin). Además, también actuó junto a Joey Blake y Bobby McFerrin.
Ha escrito numerosos libros sobre el jazz candado' y aún continúa siendo Profesor asociado del Berklee College, donde fue jefe de estudios del Departamento Vocal. 
Además de todo esto, ha dirigido formación vocal en la Universidad San Francisco de Quito (Ecuador). 
Se le puede escuchar en grabaciones con el Jazz Harp Trio y el grupo The Ritz de Boston.

## Academias de Jazz Vocal
A lo largo de los años, Bob fue creando varias Bob Stoloff Vocal Jazz Academies (Academias de Jazz Vocal de Bob Stoloff) en distintas partes del mundo: en Roma (Italia), en Róterdam (Holanda) y en Avilés (España).

## Publicaciones
- Scat! Vocal Improvisation Techniques (Gerard/Sarzin; mit CD)[5]
- Blues Scatitudes (Gerard/Sarzin)
- Body Beats (Advance Music)
- Vocal Improvisation: An Instru-Vocal Approach for Soloists, Groups, and Choirs (Hal Leonard/Berklee Press)
- Rhythmania!
- Recipes for Soloing over Jazz Standards Vol. 1